# Nhà thờ Tin Lành Java Pakem Kertodadi

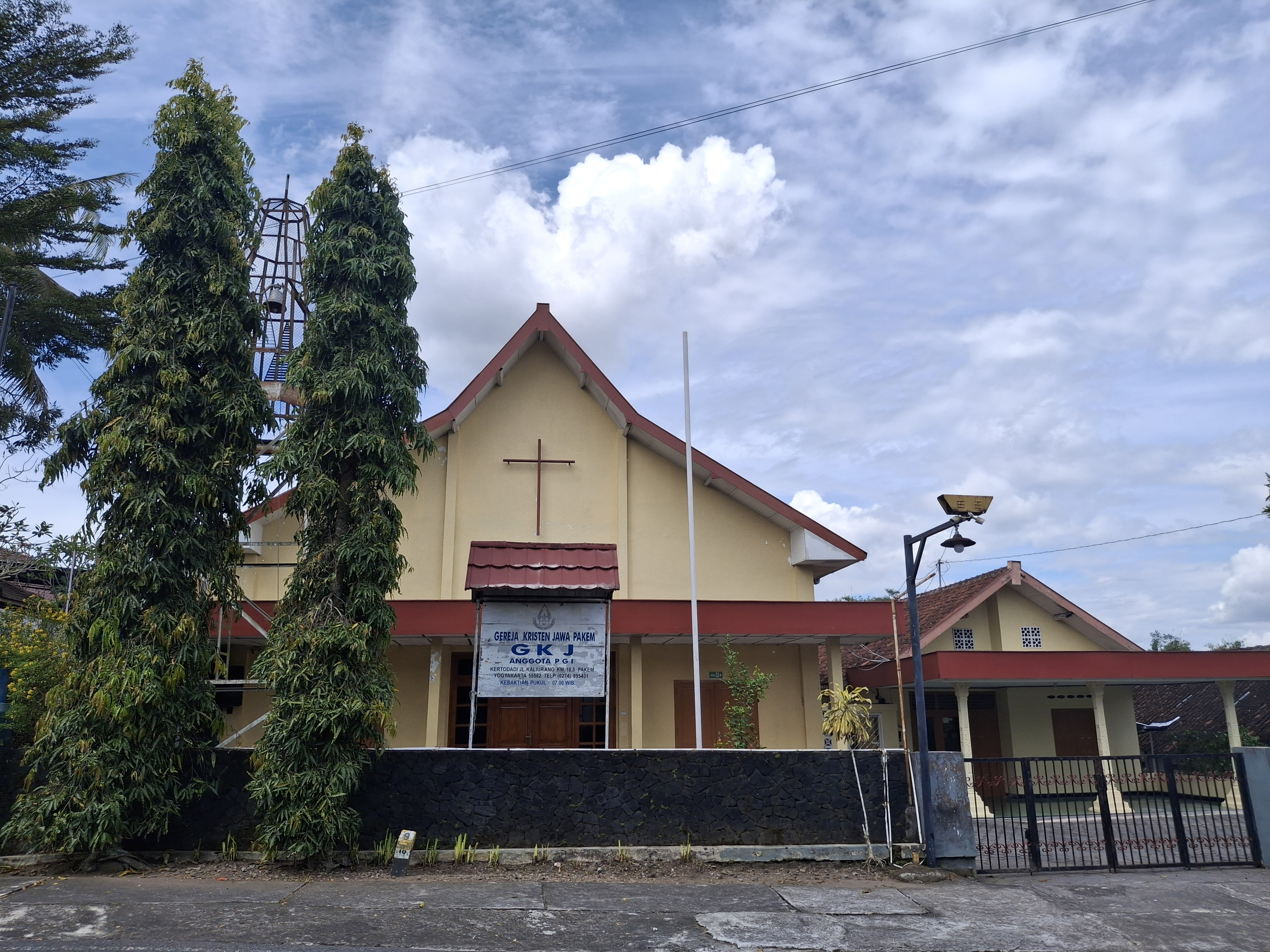
Nhà thờ Tin Lành Java Pakem Kertodadi.

Nhà thờ Tin Lành Java (GKJ) Pakem Kertodadi (tiếng Java: ꦒꦿꦺꦗꦏꦿꦶꦱ꧀ꦠꦼꦤ꧀ꦗꦮꦥꦏꦼꦩ꧀ꦏꦼꦂꦠꦢꦢꦶ, đã Latinh hoá: Gréja Kristen Jawa Pakem Kertadadi) là một trong những nhà thờ thuộc giáo đoàn Gereja Kristen Jawa (Giáo hội Cơ Đốc Java), tọa lạc tại km 18.5, đường Kaliurang, thôn Kertodadi, xã Pakembinangun, quận Pakem, huyện Sleman, Vùng đặc biệt Yogyakarta, Indonesia. Sự hiện diện của nhà thờ là minh chứng rõ ràng cho sự lan rộng của Cơ đốc giáo tại khu vực Pakembinangun. Việc thành lập nhà thờ này có mối liên hệ chặt chẽ với sự hiện diện của Bệnh viện Lao Pakem (Sanatorium), được thành lập tại khu vực xã Hargobinangun. Tính đến năm 2025, tòa nhà nhà thờ được bảo trì tốt và vẫn tiếp tục là nơi thờ phượng thường xuyên của cộng đồng Cơ đốc trong khu vực.

## Mục vụ ban đầu
Nhà thờ Tin Lành Java Pakem Kertodadi là một trong những nhà thờ thuộc giáo đoàn Gereja Kristen Jawa (Giáo hội Cơ Đốc Java), tọa lạc tại quận Pakem. Nguồn gốc của hội thánh này gắn liền với sự hiện diện của Bệnh viện Lao Pakem, một chi nhánh của Bệnh viện Petronela (Tulung), được thành lập tại khu vực Hargobinangun. Sự có mặt của các bác sĩ, y tá và một số bệnh nhân theo Cơ đốc giáo tại bệnh viện này đánh dấu sự hình thành của một cộng đồng Cơ đốc tại khu vực.
Trước năm 1945, các hoạt động tôn giáo Cơ đốc được tổ chức một cách đơn giản, dưới hình thức nhóm cầu nguyện hoặc lễ sáng tại phòng khám hoặc nhà thuốc của bệnh viện, được gọi là "Loteng". Các y tá của bệnh viện cũng đến phục vụ y tế tại các làng lân cận như Tanen, Sidorejo, Purworejo và Banteng. Các hoạt động này không chỉ mang tính y tế mà còn là phương tiện truyền bá giá trị Cơ đốc. Một số người dân địa phương làm việc tại Sanatorium được yêu cầu tham gia các buổi cầu nguyện; trong số đó có Kramantani và Martowiyoto, sau này trở thành tín đồ Cơ đốc.
Trong những năm đầu, một số tín đồ Cơ đốc từ khu vực này đến dự lễ Chủ nhật tại GKJ Prambanan (lúc đó gọi là GKJ Candisewu, hiện là một phần của Jemaat Dewasa GKJ Tulung). Sau đó, tổ chức truyền giáo Hà Lan thông qua Giáo hội Cơ Đốc Nederland (GKN) đã cử Truyền đạo Rekso Atmojo đến khu vực Pakembinangun để chăm sóc tinh thần cho tín hữu. Từ đó, các buổi nhóm hàng tuần bắt đầu được tổ chức độc lập tại khu vực Pakembinangun, cụ thể là ở Paraksari, mặc dù lúc đó hội thánh chưa có mục sư chính thức.

## Thành lập hội thánh
Theo biên bản họp hội thánh, ngày bổ nhiệm chính thức các trưởng lão đầu tiên của hội thánh được tổ chức vào ngày 21 tháng 4 năm 1945. Ngày này sau đó được chọn làm ngày thành lập chính thức của GKJ Pakem Kertodadi. Khoảng năm 1948/1949, việc xây dựng nhà thờ bắt đầu được tiến hành tại Ngangkruk (Kertodadi), với sự hỗ trợ từ người dân địa phương và nhân viên Bệnh viện Sanatorium. Trước khi hoàn tất việc xây dựng, các buổi nhóm được tổ chức tại phòng họp của Sanatorium, sau này được biết đến với tên gọi Gereja Kristen Jawa Pakem Taman Lansia Ceria. Một số thành viên đầu tiên của hội thánh đến từ địa phương bao gồm Sutokarso, Parjiyo Hadiatmojo, Hadisuwignyo và Sumadi.
Mục sư đầu tiên của hội thánh là Rekso Subroto từ Salatiga, được phong chức vào năm 1955. Lúc đó, ông sống tại nhà của Martowiyoto (hiện thuộc sở hữu của Tri Yunondro), được dùng làm nhà mục sư tạm thời. Theo thời gian, nhiều người dân địa phương đã tham gia lớp giáo lý và được ông làm lễ báp têm. Sự phát triển của hội thánh và công tác truyền giáo cũng nhận được sự hỗ trợ từ Pranotohadi, người trước đó từng phục vụ tại GKJ Jepitu, Gunungkidul. Trong khi đó, Rekso Atmojo được điều chuyển đến GKJ Pugeran Semin, Gunungkidul.
Năm 1963, Rekso Subroto được chuyển đến Bandung. Hội thánh sau đó được hướng dẫn bởi Suroso Putro từ Semarang, được phong chức làm mục sư thứ hai vào ngày 5 tháng 6 năm 1980. Ngày 21 tháng 12 năm 1986, tòa nhà nhà thờ được trùng tu và chính thức khánh thành với sự đóng góp từ Radius Prawiro.
Mục sư thứ ba của hội thánh là Esti Widiastuti, được phong chức vào ngày 27 tháng 12 năm 2001 và hiện vẫn đang phục vụ. Nhà thờ hiện có ba điểm nhóm: Panti Asih, Selorejo và Tanen, với tổng số tín hữu khoảng 500 người. Để hỗ trợ đời sống tâm linh, hội thánh được chia thành tám nhóm "Persekutuan Alkitab" (nhóm học Kinh Thánh) dựa theo khu dân cư. Các buổi nhóm thường xuyên được tổ chức bốn lần tại bốn địa điểm khác nhau theo lịch luân phiên.